# Siguiendo la pista
Siguiendo la pista (título original: Keeping Track) es una película para vídeo de 1986 canadiense-estadounidense dirigida por Robin Spry y protagonizada por Michael Sarrazin y Margot Kidder.

## Argumento
El reportero y presentador de noticias Daniel Hawkins y la banquera Mickey Tremaine son testigos de un robo de una maleta de 5 millones de dólares y un asesinato en un tren en Canadá por la noche además de un posterior tiroteo fuera del tren. De pronto los acontecimientos son censurados por el gobierno canadiense hasta el punto de incluso interferir con el canal de noticias de Hawkins para que no emita nada al respecto. Adicionalmente ellos se ven envueltos en una trama misteriosa, en la que está metido el KGB, la CIA y el RCMP. 
Viéndose perseguidos y en peligro mortal, ellos tienen que resolver la trama solos utilizando la maleta de dinero que pudieron recuperar posteriormente fuera del tren en esa noche y que el ladrón perdió a causa del tiroteo. Por el camino se enamoran y descubren además con el tiempo, que todo tiene que ver con una lucha oculta entre las dos superpotencias por adquirir un chip hiperrevolucionario orgánico, creado por un inventor estadounidense, que ha muerto misteriosamente, y en la que el poseedor tendría una ventaja decisiva armamentística sobre el otro bando por ser ese chip único en el mundo. También descubren que la maleta era el dinero para obtenerlo del actual poseedor de ese chip y que habían combatido por él como parte de sus planes para obtenerlo, el cual originalmente era de los soviéticos. 
Dándose cuenta de que eso llevaría a la Tercera Guerra Mundial, si un bando lo obtiene, los dos utilizan el dinero para contactar con el codicioso poseedor actual, un científico y asistente del inventor, que solo busca venderlo en Canadá al mejor postor (probablemente mató al inventor para poder así robar el chip, hacerlo único y venderlo así a precio muy alto) y que prefirió venderlo a los rusos por ser menos arriesgado para él. Una vez obtenido el chip de esa manera, ambos se encargan, de que luego sea detenido por traición por los estadounidenses y canadienses por lo que hizo. Finalmente ambos, ante la presencia de ellos y de los soviéticos, que también llevaron al lugar del acontecimiento, destruyen el chip.
Ambos bandos, a regañadientes, tienen que aceptar lo ocurrido siendo conscientes de que su decisión fue la correcta al respecto decidiendo dejarles por ello en paz para que puedan volver a su vida normal. Una vez arreglado todo, Hawkins y Tremaine se van juntos de vacaciones para recuperarse de lo ocurrido.

## Reparto
- Michael Sarrazin - Daniel Hawkins
- Margot Kidder - Mickey Tremaine
- Alan Scarfe - Royle Wishart
- Ken Pogue - Capitán McCullough
- John Boylan - Agente doble Kleelyov
- Vlasta Vrana - Chuck
- Donald Pilon - Covington
- Terry Haig - Científico

## Recepción
En el portal de información cinematográfica IMDb la película ha sido valorada por usuarios de ese portal. Allí recibió con 112 votos registrados una media ponderada de 5,6 sobre 10.